# Copa del Generalísimo de fútbol 1973-74
La Copa del Generalísimo de fútbol 1973-74 fue la edición número 70 de dicha competición española. Contó con la participación de 114 equipos.

## Primera ronda

### Cuadro
| Equipo 1                          | Agr.       | Equipo 2                        | Ida  | Vuelta |
| --------------------------------- | ---------- | ------------------------------- | ---- | ------ |
| C. D. Pegaso                      | 4-5        | C. D. Carabanchel               | 1-3  | 3-2    |
| C. D. Atlético de Ciudadela       | 5-5 (pen.) | C. D. Menorca                   | 3-2  | 2-3    |
| S. D. Ibiza                       | 2-2        | C. D. Manacor                   | 0-0  | 2-2    |
| Ag. D. Ceuta                      | 13-2       | C. F. Melilla Industrial        | 10-1 | 3-1    |
| C. D. Cacereño                    | (pen.) 1-1 | C. D. Badajoz                   | 1-0  | 0-1    |
| C. D. San Fernando                | 1-2        | R. C. Recreativo de Huelva      | 1-0  | 0-2    |
| R. B. Linense                     | 2-2        | Racing C. Portuense             | 1-0  | 1-2    |
| Club Lemos                        | 1-3        | Pontevedra C. F.                | 1-1  | 0-2    |
| Melilla C. F.                     | 4-2        | C. D. O'Donnell                 | 3-1  | 1-1    |
| A. D. Almería                     | 3-2        | C. Atlético Marbella            | 3-2  | 0-0    |
| Xerez C. D.                       | 2-3        | Real Jaén C. F.                 | 2-0  | 0-3    |
| C. D. Cartagena                   | 3-2        | Orihuela Deportiva C. F.        | 2-1  | 1-1    |
| A. D. Hellín                      | 2-3        | C. D. Eldense                   | 1-1  | 1-2    |
| C. D. Tudelano                    | 4-1        | U. D. Barbastro                 | 4-0  | 0-1    |
| C. D. Alcoyano                    | 5-1        | C. D. Olímpico                  | 4-1  | 1-0    |
| C. D. Guadalajara                 | 0-5        | C. D. Colonia Moscardó          | 0-2  | 0-3    |
| Zamora C. F.                      | 1-3        | Palencia C. F.                  | 1-0  | 0-3    |
| C. D. Salmantino                  | 1-2        | Castilla C. F.                  | 1-0  | 0-2    |
| C. Atlético Osasuna Promesas      | 2-1        | C. D. Peña Sport                | 1-0  | 1-1    |
| S. D. Rayo Cantabria              | 2-1        | R. S. Gimnástica de Torrelavega | 2-1  | 0-0    |
| U. P. Langreo                     | 3-1        | U. D. Gijón Industrial          | 3-1  | 0-0    |
| Real Avilés C. F.                 | 1-3        | Caudal Deportivo                | 0-1  | 1-2    |
| Cultural D. Leonesa               | 2-1        | S. D. Ponferradina              | 2-0  | 0-1    |
| Club Ferrol                       | 7-3        | C. D. Lugo                      | 5-1  | 2-2    |
| C. F. Calvo Sotelo de Puertollano | (pen.) 2-2 | C. Getafe Deportivo             | 2-0  | 0-2    |
| C. Atlético Madrileño             | 5-3        | C. D. Valdepeñas                | 4-1  | 1-2    |
| Villarreal C. F.                  | 3-1        | Vinaroz C. F.                   | 2-1  | 1-0    |
| C. D. Mirandés                    | 1-0        | Bilbao Athletic C.              | 1-0  | 0-0    |
| S. D. Eibar                       | 1-2        | S. D. Erandio Club              | 0-0  | 1-2    |
| C. D. Basconia                    | 3-4        | Deportivo Alavés                | 2-2  | 1-2    |
| U. D. Alcira                      | 2-1        | Onteniente C. F.                | 2-0  | 0-1    |
| Sestao S. C.                      | 1-3        | C. D. Logroñés                  | 0-1  | 1-2    |
| C. D. Europa                      | 2-5        | C. D. Tortosa                   | 2-1  | 0-4    |
| U. D. Lérida                      | 3-0        | Gerona C. F.                    | 2-0  | 1-0    |
| C. F. Gandía                      | 3-1        | C. D. Mestalla                  | 2-0  | 1-1    |
| Tarrasa C. F.                     | 0-1        | C. F. Barcelona Atlético        | 0-0  | 0-1    |

### Partidos
| Ida; 26 de septiembre de 1973 | C. D. Pegaso | 1:3 | C. D. Carabanchel |  |  |

| Vuelta; 10 de octubre de 1973 | C. D. Carabanchel | 2:3 (Global 5:4) | C. D. Pegaso |  |  |

| Ida; 26 de septiembre de 1973 | C. D. Atlético de Ciudadela | 3:2 | C. D. Menorca |  |  |

| Vuelta; 10 de octubre de 1973 | C. D. Menorca | 3:2 (t. s.)(5-3 p.)(Global 5:5) | C. D. Atlético de Ciudadela |  |  |

| Ida; 26 de septiembre de 1973 | S. D. Ibiza | 0:0 | C. D. Manacor |  |  |

| Vuelta; 10 de octubre de 1973 | C. D. Manacor | 2:2 (Global 2:2) | S. D. Ibiza |  |  |

| Ida; 26 de septiembre de 1973 | Ag. D. Ceuta | 10:1 | C. F. Melilla Industrial |  |  |

| Vuelta; 10 de octubre de 1973 | C. F. Melilla Industrial | 1:3 (Global 2:13) | Ag. D. Ceuta |  |  |

| Ida; 26 de septiembre de 1973 | C. D. Cacereño | 1:0 | C. D. Badajoz |  |  |

| Vuelta; 10 de octubre de 1973 | C. D. Badajoz | 1:0 (t. s.)(4-5 p.)(Global 1:1) | C. D. Cacereño |  |  |

| Ida; 26 de septiembre de 1973 | C. D. San Fernando | 1:0 | R. C. Recreativo de Huelva |  |  |

| Vuelta; 10 de octubre de 1973 | R. C. Recreativo de Huelva | 2:0 (Global 2:1) | C. D. San Fernando |  |  |

| Ida; 26 de septiembre de 1973 | R. B. Linense | 1:0 | Racing C. Portuense |  |  |

| Vuelta; 10 de octubre de 1973 | Racing C. Portuense | 2:1 (Global 2:2) | R. B. Linense |  |  |

| Ida; 26 de septiembre de 1973 | Club Lemos | 1:1 | Pontevedra C. F. |  |  |

| Vuelta; 20 de octubre de 1973 | Pontevedra C. F. | 2:0 (Global 3:1) | Club Lemos |  |  |

| Ida; 26 de septiembre de 1973 | Melilla C. F. | 3:1 | C. D. O'Donnell |  |  |

| Vuelta; 10 de octubre de 1973 | C. D. O'Donnell | 1:1 (Global 2:4) | Melilla C. F. |  |  |

| Ida; 26 de septiembre de 1973 | A. D. Almería | 3:2 | C. Atlético Marbella |  |  |

| Vuelta; 10 de octubre de 1973 | C. Atlético Marbella | 0:0 (Global 2:3) | A. D. Almería |  |  |

| Ida; 26 de septiembre de 1973 | Xerez C. D. | 2:0 | Real Jaén C. F. |  |  |

| Vuelta; 10 de octubre de 1973 | Real Jaén C. F. | 3:0 (Global 3:2) | Xerez C. D. |  |  |

| Ida; 26 de septiembre de 1973 | C. D. Cartagena | 2:1 | Orihuela Deportiva C. F. |  |  |

| Vuelta; 10 de octubre de 1973 | Orihuela Deportiva C. F. | 1:1 (Global 2:3) | C. D. Cartagena |  |  |

| Ida; 26 de septiembre de 1973 | A. D. Hellín | 1:1 | C. D. Eldense |  |  |

| Vuelta; 10 de octubre de 1973 | C. D. Eldense | 2:1 (Global 3:2) | A. D. Hellín |  |  |

| Ida; 26 de septiembre de 1973 | C. D. Tudelano | 4:0 | U. D. Barbastro |  |  |

| Vuelta; 12 de octubre de 1973 | U. D. Barbastro | 1:0 (Global 1:4) | C. D. Tudelano |  |  |

| Ida; 26 de septiembre de 1973 | C. D. Alcoyano | 4:1 | C. D. Olímpico |  |  |

| Vuelta; 10 de octubre de 1973 | C. D. Olímpico | 0:1 (Global 1:5) | C. D. Alcoyano |  |  |

| Ida; 26 de septiembre de 1973 | C. D. Guadalajara | 0:2 | C. D. Colonia Moscardó |  |  |

| Vuelta; 12 de octubre de 1973 | C. D. Colonia Moscardó | 3:0 (Global 5:0) | C. D. Guadalajara |  |  |

| Ida; 26 de septiembre de 1973 | Zamora C. F. | 1:0 | Palencia C. F. |  |  |

| Vuelta; 10 de octubre de 1973 | Palencia C. F. | 3:0 (Global 3:1) | Zamora C. F. |  |  |

| Ida; 26 de septiembre de 1973 | C. D. Salmantino | 1:0 | Castilla C. F. |  |  |

| Vuelta; 10 de octubre de 1973 | Castilla C. F. | 2:0 (Global 2:1) | C. D. Salmantino |  |  |

| Ida; 26 de septiembre de 1973 | C. Atlético Osasuna Promesas | 1:0 | C. D. Peña Sport |  |  |

| Vuelta; 10 de octubre de 1973 | C. D. Peña Sport | 1:1 (Global 1:2) | C. Atlético Osasuna Promesas |  |  |

| Ida; 26 de septiembre de 1973 | S. D. Rayo Cantabria | 2:1 | R. S. Gimnástica de Torrelavega |  |  |

| Vuelta; 10 de octubre de 1973 | R. S. Gimnástica de Torrelavega | 0:0 (Global 1:2) | S. D. Rayo Cantabria |  |  |

| Ida; 26 de septiembre de 1973 | U. P. Langreo | 3:1 | U. D. Gijón Industrial |  |  |

| Vuelta; 10 de octubre de 1973 | U. D. Gijón Industrial | 0:0 (Global 1:3) | U. P. Langreo |  |  |

| Ida; 26 de septiembre de 1973 | Real Avilés C. F. | 0:1 | Caudal Deportivo |  |  |

| Vuelta; 11 de octubre de 1973 | Caudal Deportivo | 2:1 (Global 3:1) | Real Avilés C. F. |  |  |

| Ida; 26 de septiembre de 1973 | Cultural D. Leonesa | 2:0 | S. D. Ponferradina |  |  |

| Vuelta; 21 de octubre de 1973 | S. D. Ponferradina | 1:0 (Global 1:2) | Cultural D. Leonesa |  |  |

| Ida; 26 de septiembre de 1973 | Club Ferrol | 5:1 | C. D. Lugo |  |  |

| Vuelta; 10 de octubre de 1973 | C. D. Lugo | 2:2 (Global 3:7) | Club Ferrol |  |  |

| Ida; 26 de septiembre de 1973 | C. F. Calvo Sotelo de Puertollano | 2:0 | C. Getafe Deportivo |  |  |

| Vuelta; 10 de octubre de 1973 | C. Getafe Deportivo | 2:0 (t. s.)(4-5 p.)(Global 2:2) | C. F. Calvo Sotelo de Puertollano |  |  |

| Ida; 26 de septiembre de 1973 | C. Atlético Madrileño | 4:1 | C. D. Valdepeñas |  |  |

| Vuelta; 10 de octubre de 1973 | C. D. Valdepeñas | 2:1 (Global 3:5) | C. Atlético Madrileño |  |  |

| Ida; 26 de septiembre de 1973 | Villarreal C. F. | 2:1 | Vinaroz C. F. |  |  |

| Vuelta; 10 de octubre de 1973 | Vinaroz C. F. | 0:1 (Global 1:3) | Villarreal C. F. |  |  |

| Ida; 26 de septiembre de 1973 | C. D. Mirandés | 1:0 | Bilbao Athletic C. |  |  |

| Vuelta; 10 de octubre de 1973 | Bilbao Athletic C. | 0:0 (Global 0:1) | C. D. Mirandés |  |  |

| Ida; 26 de septiembre de 1973 | S. D. Eibar | 0:0 | S. D. Erandio Club |  |  |

| Vuelta; 20 de octubre de 1973 | S. D. Erandio Club | 2:1 (Global 2:1) | S. D. Eibar |  |  |

| Ida; 26 de septiembre de 1973 | C. D. Basconia | 2:2 | Deportivo Alavés |  |  |

| Vuelta; 10 de octubre de 1973 | Deportivo Alavés | 2:1 (Global 4:3) | C. D. Basconia |  |  |

| Ida; 26 de septiembre de 1973 | U. D. Alcira | 2:0 | Onteniente C. F. |  |  |

| Vuelta; 10 de octubre de 1973 | Onteniente C. F. | 1:0 (Global 1:2) | U. D. Alcira |  |  |

| Ida; 26 de septiembre de 1973 | Sestao S. C. | 0:1 | C. D. Logroñés |  |  |

| Vuelta; 10 de octubre de 1973 | C. D. Logroñés | 2:1 (Global 3:1) | Sestao S. C. |  |  |

| Ida; 27 de septiembre de 1973 | C. D. Europa | 2:1 | C. D. Tortosa |  |  |

| Vuelta; 11 de octubre de 1973 | C. D. Tortosa | 4:0 (Global 5:2) | C. D. Europa |  |  |

| Ida; 02 de octubre de 1973 | U. D. Lérida | 2:0 | Gerona C. F. |  |  |

| Vuelta; 11 de octubre de 1973 | Gerona C. F. | 0:1 (Global 0:3) | U. D. Lérida |  |  |

| Ida; 03 de octubre de 1973 | C. F. Gandía | 2:0 | C. D. Mestalla |  |  |

| Vuelta; 10 de octubre de 1973 | C. D. Mestalla | 1:1 (Global 1:3) | C. F. Gandía |  |  |

| Ida; 11 de octubre de 1973 | Tarrasa C. F. | 0:0 | C. F. Barcelona Atlético |  |  |

| Vuelta; 21 de octubre de 1973 | C. F. Barcelona Atlético | 1:0 (Global 1:0) | Tarrasa C. F. |  |  |

## Segunda ronda

### Cuadro
| Equipo 1              | Agr.       | Equipo 2                          | Ida | Vuelta |
| --------------------- | ---------- | --------------------------------- | --- | ------ |
| C. D. Carabanchel     | 1-2        | Castilla C. F.                    | 0-0 | 1-2    |
| Villarreal C. F.      | 3-1        | U. D. Alcira                      | 2-0 | 1-1    |
| C. D. Guecho          | 2-0        | C. Atlético Osasuna Promesas      | 2-0 | 0-0    |
| C. D. Logroñés        | (pen.) 2-2 | C. D. Mirandés                    | 2-0 | 0-2    |
| Cultural D. Leonesa   | 5-2        | Palencia C. F.                    | 2-0 | 3-2    |
| C. Atlético Madrileño | 3-1        | C. F. Calvo Sotelo de Puertollano | 0-0 | 3-1    |
| C. F. Gandía          | 1-5        | C. D. Cartagena                   | 1-0 | 0-5    |
| C. D. Eldense         | 0-2        | C. D. Alcoyano                    | 0-0 | 0-2    |
| C. D. Manacor         | 1-2        | C. F. Barcelona Atlético          | 0-1 | 1-1    |
| Real Jaén C. F.       | 0-3        | R. C. Recreativo de Huelva        | 0-2 | 0-1    |
| R. B. Linense         | 2-4        | Ag. D. Ceuta                      | 0-1 | 2-3    |
| Melilla C. F.         | 3-5        | A. D. Almería                     | 2-2 | 1-3    |
| C. D. Cacereño        | 1-2        | C. D. Colonia Moscardó            | 1-1 | 0-1    |
| C. D. Tortosa         | 2-5        | C. F. Calella                     | 2-2 | 0-3    |
| C. D. Menorca         | 2-5        | U. D. Mahón                       | 1-1 | 1-4    |
| C. D. Tudelano        | 2-3        | U. D. Lérida                      | 1-1 | 1-2    |
| Club Ferrol           | 4-3        | Pontevedra C. F.                  | 2-1 | 2-2    |
| Deportivo Alavés      | 1-3        | S. D. Erandio Club                | 1-1 | 0-2    |
| S. D. Rayo Cantabria  | 0-2        | U. P. Langreo                     | 0-0 | 0-2    |
| Caudal Deportivo      | 1-2        | C. D. Ensidesa                    | 1-1 | 0-1    |

### Partidos
| Ida; 21 de octubre de 1973 | C. D. Carabanchel | 0:0 | Castilla C. F. |  |  |

| Vuelta; 01 de noviembre de 1973 | Castilla C. F. | 2:1 (Global 2:1) | C. D. Carabanchel |  |  |

| Ida; 21 de octubre de 1973 | Villarreal C. F. | 2:0 | U. D. Alcira |  |  |

| Vuelta; 01 de noviembre de 1973 | U. D. Alcira | 1:1 (Global 1:3) | Villarreal C. F. |  |  |

| Ida; 21 de octubre de 1973 | C. D. Guecho | 2:0 | C. Atlético Osasuna Promesas |  |  |

| Vuelta; 01 de noviembre de 1973 | C. Atlético Osasuna Promesas | 0:0 (Global 0:2) | C. D. Guecho |  |  |

| Ida; 21 de octubre de 1973 | C. D. Logroñés | 2:0 | C. D. Mirandés |  |  |

| Vuelta; 01 de noviembre de 1973 | C. D. Mirandés | 2:0 (t. s.)(2-5 p.)(Global 2:2) | C. D. Logroñés |  |  |

| Ida; 31 de octubre de 1973 | Cultural D. Leonesa | 2:0 | Palencia C. F. |  |  |

| Vuelta; 14 de noviembre de 1973 | Palencia C. F. | 2:3 (Global 2:5) | Cultural D. Leonesa |  |  |

| Ida; 31 de octubre de 1973 | C. Atlético Madrileño | 0:0 | C. F. Calvo Sotelo de Puertollano |  |  |

| Vuelta; 14 de noviembre de 1973 | C. F. Calvo Sotelo de Puertollano | 1:3 (Global 1:3) | C. Atlético Madrileño |  |  |

| Ida; 31 de octubre de 1973 | C. F. Gandía | 1:0 | C. D. Cartagena |  |  |

| Vuelta; 14 de noviembre de 1973 | C. D. Cartagena | 5:0 (Global 5:1) | C. F. Gandía |  |  |

| Ida; 31 de octubre de 1973 | C. D. Eldense | 0:0 | C. D. Alcoyano |  |  |

| Vuelta; 14 de noviembre de 1973 | C. D. Alcoyano | 2:0 (Global 2:0) | C. D. Eldense |  |  |

| Ida; 01 de noviembre de 1973 | C. D. Manacor | 0:1 | C. F. Barcelona Atlético |  |  |

| Vuelta; 14 de noviembre de 1973 | C. F. Barcelona Atlético | 1:1 (Global 2:1) | C. D. Manacor |  |  |

| Ida; 01 de noviembre de 1973 | Real Jaén C. F. | 0:2 | R. C. Recreativo de Huelva |  |  |

| Vuelta; 14 de noviembre de 1973 | R. C. Recreativo de Huelva | 1:0 (Global 3:0) | Real Jaén C. F. |  |  |

| Ida; 01 de noviembre de 1973 | R. B. Linense | 0:1 | Ag. D. Ceuta |  |  |

| Vuelta; 14 de noviembre de 1973 | Ag. D. Ceuta | 3:2 (Global 4:2) | R. B. Linense |  |  |

| Ida; 01 de noviembre de 1973 | Melilla C. F. | 2:2 | A. D. Almería |  |  |

| Vuelta; 14 de noviembre de 1973 | A. D. Almería | 3:1 (Global 5:3) | Melilla C. F. |  |  |

| Ida; 01 de noviembre de 1973 | C. D. Cacereño | 1:1 | C. D. Colonia Moscardó |  |  |

| Vuelta; 14 de noviembre de 1973 | C. D. Colonia Moscardó | 1:0 (Global 2:1) | C. D. Cacereño |  |  |

| Ida; 01 de noviembre de 1973 | C. D. Tortosa | 2:2 | C. F. Calella |  |  |

| Vuelta; 14 de noviembre de 1973 | C. F. Calella | 3:0 (Global 5:2) | C. D. Tortosa |  |  |

| Ida; 01 de noviembre de 1973 | C. D. Menorca | 1:1 | U. D. Mahón |  |  |

| Vuelta; 14 de noviembre de 1973 | U. D. Mahón | 4:1 (Global 5:2) | C. D. Menorca |  |  |

| Ida; 01 de noviembre de 1973 | C. D. Tudelano | 1:1 | U. D. Lérida |  |  |

| Vuelta; 14 de noviembre de 1973 | U. D. Lérida | 2:1 (Global 3:2) | C. D. Tudelano |  |  |

| Ida; 01 de noviembre de 1973 | Club Ferrol | 2:1 | Pontevedra C. F. |  |  |

| Vuelta; 14 de noviembre de 1973 | Pontevedra C. F. | 2:2 (Global 3:4) | Club Ferrol |  |  |

| Ida; 01 de noviembre de 1973 | Deportivo Alavés | 1:1 | S. D. Erandio Club |  |  |

| Vuelta; 14 de noviembre de 1973 | S. D. Erandio Club | 2:0 (Global 3:1) | Deportivo Alavés |  |  |

| Ida; 02 de noviembre de 1973 | S. D. Rayo Cantabria | 0:0 | U. P. Langreo |  |  |

| Vuelta; 21 de noviembre de 1973 | U. P. Langreo | 2:0 (Global 2:0) | S. D. Rayo Cantabria |  |  |

| Ida; 14 de noviembre de 1973 | Caudal Deportivo | 1:1 | C. D. Ensidesa |  |  |

| Vuelta; 21 de noviembre de 1973 | C. D. Ensidesa | 1:0 (Global 2:1) | Caudal Deportivo |  |  |

## Tercera ronda

### Cuadro
| Equipo 1                   | Agr.       | Equipo 2                   | Ida | Vuelta |
| -------------------------- | ---------- | -------------------------- | --- | ------ |
| C. D. Guecho               | 4-3        | R. C. D. Mallorca          | 3-0 | 1-3    |
| Córdoba C. F.              | 5-3        | Ag. D. Ceuta               | 4-2 | 1-1    |
| C. Atlético Madrileño      | 1-2        | C. D. San Andrés           | 1-0 | 0-2    |
| U. D. Mahón                | 1-2        | C. Gimnástico de Tarragona | 1-1 | 0-1    |
| Hércules C. F.             | 3-1        | C. D. Logroñés             | 2-0 | 1-1    |
| R. C. Recreativo de Huelva | 0-1        | C. D. Sabadell C. F.       | 0-0 | 0-1    |
| U. P. Langreo              | 4-3        | C. Atlético Osasuna        | 3-1 | 1-2    |
| Cultural D. Leonesa        | 3-3 (pen.) | R. C. D. Coruña            | 2-1 | 1-2    |
| Levante U. D.              | 1-1        | C. D. Cartagena            | 1-1 | 0-0    |
| Linares C. F.              | 0-2        | A. D. Almería              | 0-1 | 0-1    |
| Club Ferrol                | 1-1        | A. D. Rayo Vallecano       | 1-1 | 0-0    |
| C. F. Barcelona Atlético   | 5-5        | C. D. Orense               | 2-2 | 3-3    |
| Castilla C. F.             | 1-3        | Baracaldo C. F.            | 0-1 | 1-2    |
| C. D. Tenerife             | 8-2        | U. D. Lérida               | 4-0 | 4-2    |
| Real Valladolid Deportivo  | 2-3        | C. F. Calella              | 2-0 | 0-3    |
| Cádiz C. F.                | 1-3        | C. D. Colonia Moscardó     | 1-1 | 0-2    |
| Burgos C. F.               | 3-2        | C. D. Ensidesa             | 1-1 | 2-1    |
| U. D. Salamanca            | 4-1        | C. D. Alcoyano             | 3-0 | 1-1    |
| Villarreal C. F.           | 1-4        | Real Betis Balompié        | 1-2 | 0-2    |
| S. D. Erandio Club         | 2-4        | Sevilla C. F.              | 1-2 | 1-2    |

### Partidos
| Ida; 27 de noviembre de 1973 | C. D. Guecho | 3:0 | R. C. D. Mallorca |  |  |

| Vuelta; 19 de diciembre de 1973 | R. C. D. Mallorca | 3:1 (Global 3:4) | C. D. Guecho |  |  |

| Ida; 05 de diciembre de 1973 | Córdoba C. F. | 4:2 | Ag. D. Ceuta |  |  |

| Vuelta; 20 de diciembre de 1973 | Ag. D. Ceuta | 1:1 (Global 3:5) | Córdoba C. F. |  |  |

| Ida; 05 de diciembre de 1973 | C. Atlético Madrileño | 1:0 | C. D. San Andrés |  |  |

| Vuelta; 19 de diciembre de 1973 | C. D. San Andrés | 2:0 (Global 2:1) | C. Atlético Madrileño |  |  |

| Ida; 05 de diciembre de 1973 | U. D. Mahón | 1:1 | C. Gimnástico de Tarragona |  |  |

| Vuelta; 20 de diciembre de 1973 | C. Gimnástico de Tarragona | 1:0 (Global 2:1) | U. D. Mahón |  |  |

| Ida; 05 de diciembre de 1973 | Hércules C. F. | 2:0 | C. D. Logroñés |  |  |

| Vuelta; 19 de diciembre de 1973 | C. D. Logroñés | 1:1 (Global 1:3) | Hércules C. F. |  |  |

| Ida; 05 de diciembre de 1973 | R. C. Recreativo de Huelva | 0:0 | C. D. Sabadell C. F. |  |  |

| Vuelta; 19 de diciembre de 1973 | C. D. Sabadell C. F. | 1:0 (Global 1:0) | R. C. Recreativo de Huelva |  |  |

| Ida; 05 de diciembre de 1973 | U. P. Langreo | 3:1 | C. Atlético Osasuna |  |  |

| Vuelta; 19 de diciembre de 1973 | C. Atlético Osasuna | 2:1 (Global 3:4) | U. P. Langreo |  |  |

| Ida; 05 de diciembre de 1973 | Cultural D. Leonesa | 2:1 | R. C. D. Coruña |  |  |

| Vuelta; 19 de diciembre de 1973 | R. C. D. Coruña | 2:1 (t. s.)(3-1 p.)(Global 3:3) | Cultural D. Leonesa |  |  |

| Ida; 05 de diciembre de 1973 | Levante U. D. | 1:1 | C. D. Cartagena |  |  |

| Vuelta; 19 de diciembre de 1973 | C. D. Cartagena | 0:0 (Global 1:1) | Levante U. D. |  |  |

| Ida; 05 de diciembre de 1973 | Linares C. F. | 0:1 | A. D. Almería |  |  |

| Vuelta; 20 de diciembre de 1973 | A. D. Almería | 1:0 (Global 2:0) | Linares C. F. |  |  |

| Ida; 05 de diciembre de 1973 | Club Ferrol | 1:1 | A. D. Rayo Vallecano |  |  |

| Vuelta; 20 de diciembre de 1973 | A. D. Rayo Vallecano | 0:0 (Global 1:1) | Club Ferrol |  |  |

| Ida; 05 de diciembre de 1973 | C. F. Barcelona Atlético | 2:2 | C. D. Orense |  |  |

| Vuelta; 19 de diciembre de 1973 | C. D. Orense | 3:3 (Global 5:5) | C. F. Barcelona Atlético |  |  |

| Ida; 05 de diciembre de 1973 | Castilla C. F. | 0:1 | Baracaldo C. F. |  |  |

| Vuelta; 19 de diciembre de 1973 | Baracaldo C. F. | 2:1 (Global 3:1) | Castilla C. F. |  |  |

| Ida; 05 de diciembre de 1973 | C. D. Tenerife | 4:0 | U. D. Lérida |  |  |

| Vuelta; 19 de diciembre de 1973 | U. D. Lérida | 2:4 (Global 2:8) | C. D. Tenerife |  |  |

| Ida; 05 de diciembre de 1973 | Real Valladolid Deportivo | 2:0 | C. F. Calella |  |  |

| Vuelta; 19 de diciembre de 1973 | C. F. Calella | 3:0 (Global 3:2) | Real Valladolid Deportivo |  |  |

| Ida; 05 de diciembre de 1973 | Cádiz C. F. | 1:1 | C. D. Colonia Moscardó |  |  |

| Vuelta; 19 de diciembre de 1973 | C. D. Colonia Moscardó | 2:0 (Global 3:1) | Cádiz C. F. |  |  |

| Ida; 05 de diciembre de 1973 | Burgos C. F. | 1:1 | C. D. Ensidesa |  |  |

| Vuelta; 19 de diciembre de 1973 | C. D. Ensidesa | 1:2 (Global 2:3) | Burgos C. F. |  |  |

| Ida; 05 de diciembre de 1973 | U. D. Salamanca | 3:0 | C. D. Alcoyano |  |  |

| Vuelta; 19 de diciembre de 1973 | C. D. Alcoyano | 1:1 (Global 1:4) | U. D. Salamanca |  |  |

| Ida; 06 de diciembre de 1973 | Villarreal C. F. | 1:2 | Real Betis Balompié |  |  |

| Vuelta; 12 de diciembre de 1973 | Real Betis Balompié | 2:0 (Global 4:1) | Villarreal C. F. |  |  |

| Ida; 13 de diciembre de 1973 | S. D. Erandio Club | 1:2 | Sevilla C. F. |  |  |

| Vuelta; 20 de diciembre de 1973 | Sevilla C. F. | 2:1 (Global 4:2) | S. D. Erandio Club |  |  |

## Cuarta ronda

### Cuadro
| Equipo 1               | Agr. | Equipo 2                   | Ida | Vuelta |
| ---------------------- | ---- | -------------------------- | --- | ------ |
| Córdoba C. F.          | 3-4  | C. D. Tenerife             | 3-0 | 0-4    |
| R. C. Celta de Vigo    | 3-1  | C. D. Guecho               | 2-0 | 1-1    |
| R. C. D. Coruña        | 0-6  | R. Racing C. de Santander  | 0-3 | 0-3    |
| Granada C. F.          | 5-4  | Burgos C. F.               | 5-1 | 0-3    |
| Hércules C. F.         | 2-3  | A. D. Rayo Vallecano       | 0-1 | 2-2    |
| C. D. San Andrés       | 4-2  | C. Gimnástico de Tarragona | 4-1 | 0-1    |
| C. D. Colonia Moscardó | 3-5  | Real Murcia C. F.          | 2-2 | 1-3    |
| C. D. Málaga           | 1-1  | Sevilla C. F.              | 0-0 | 1-1    |
| Levante U. D.          | 5-4  | C. F. Barcelona Atlético   | 5-1 | 0-3    |
| C. F. Calella          | 1-2  | Athletic Club              | 1-0 | 0-2    |
| U. P. Langreo          | 0-3  | Real Betis Balompié        | 0-1 | 0-2    |
| Elche C. F.            | 3-2  | U. D. Salamanca            | 2-1 | 1-1    |
| Baracaldo C. F.        | 2-5  | U. D. Las Palmas           | 1-0 | 1-5    |
| A. D. Almería          | 3-5  | Real Oviedo C. F.          | 2-1 | 1-4    |

### Partidos
| Ida; 01 de enero de 1974 | Córdoba C. F. | 3:0 | C. D. Tenerife |  |  |

| Vuelta; 16 de enero de 1974 | C. D. Tenerife | 4:0 (Global 4:3) | Córdoba C. F. |  |  |

| Ida; 02 de enero de 1974 | R. C. Celta de Vigo | 2:0 | C. D. Guecho |  |  |

| Vuelta; 16 de enero de 1974 | C. D. Guecho | 1:1 (Global 1:3) | R. C. Celta de Vigo |  |  |

| Ida; 02 de enero de 1974 | R. C. D. Coruña | 0:3 | R. Racing C. de Santander |  |  |

| Vuelta; 16 de enero de 1974 | R. Racing C. de Santander | 3:0 (Global 6:0) | R. C. D. Coruña |  |  |

| Ida; 02 de enero de 1974 | Granada C. F. | 5:1 | Burgos C. F. |  |  |

| Vuelta; 16 de enero de 1974 | Burgos C. F. | 3:0 (Global 4:5) | Granada C. F. |  |  |

| Ida; 02 de enero de 1974 | Hércules C. F. | 0:1 | A. D. Rayo Vallecano |  |  |

| Vuelta; 16 de enero de 1974 | A. D. Rayo Vallecano | 2:2 (Global 3:2) | Hércules C. F. |  |  |

| Ida; 02 de enero de 1974 | C. D. San Andrés | 4:1 | C. Gimnástico de Tarragona |  |  |

| Vuelta; 16 de enero de 1974 | C. Gimnástico de Tarragona | 1:0 (Global 2:4) | C. D. San Andrés |  |  |

| Ida; 02 de enero de 1974 | C. D. Colonia Moscardó | 2:2 | Real Murcia C. F. |  |  |

| Vuelta; 16 de enero de 1974 | Real Murcia C. F. | 3:1 (Global 5:3) | C. D. Colonia Moscardó |  |  |

| Ida; 02 de enero de 1974 | C. D. Málaga | 0:0 | Sevilla C. F. |  |  |

| Vuelta; 16 de enero de 1974 | Sevilla C. F. | 1:1 (Global 1:1) | C. D. Málaga |  |  |

| Ida; 03 de enero de 1974 | Levante U. D. | 5:1 | C. F. Barcelona Atlético |  |  |

| Vuelta; 16 de enero de 1974 | C. F. Barcelona Atlético | 3:0 (Global 4:5) | Levante U. D. |  |  |

| Ida; 03 de enero de 1974 | C. F. Calella | 1:0 | Athletic Club |  |  |

| Vuelta; 16 de enero de 1974 | Athletic Club | 2:0 (Global 2:1) | C. F. Calella |  |  |

| Ida; 08 de enero de 1974 | U. P. Langreo | 0:1 | Real Betis Balompié |  |  |

| Vuelta; 23 de enero de 1974 | Real Betis Balompié | 2:0 (Global 3:0) | U. P. Langreo |  |  |

| Ida; 09 de enero de 1974 | Elche C. F. | 2:1 | U. D. Salamanca |  |  |

| Vuelta; 16 de enero de 1974 | U. D. Salamanca | 1:1 (Global 2:3) | Elche C. F. |  |  |

| Ida; 09 de enero de 1974 | Baracaldo C. F. | 1:0 | U. D. Las Palmas |  |  |

| Vuelta; 23 de enero de 1974 | U. D. Las Palmas | 5:1 (Global 5:2) | Baracaldo C. F. |  |  |

| Ida; 09 de enero de 1974 | A. D. Almería | 2:1 | Real Oviedo C. F. |  |  |

| Vuelta; 16 de enero de 1974 | Real Oviedo C. F. | 4:1 (Global 5:3) | A. D. Almería |  |  |

## Quinta ronda

### Cuadro
| Equipo 1                  | Agr. | Equipo 2             | Ida | Vuelta |
| ------------------------- | ---- | -------------------- | --- | ------ |
| Athletic Club             | 1-3  | Real Murcia C. F.    | 1-0 | 0-3    |
| R. C. Celta de Vigo       | 1-2  | A. D. Rayo Vallecano | 1-0 | 0-2    |
| Levante U. D.             | 2-6  | Granada C. F.        | 2-1 | 0-5    |
| C. D. Málaga              | 1-1  | Real Oviedo C. F.    | 0-0 | 1-1    |
| R. Racing C. de Santander | 0-2  | C. D. Sabadell C. F. | 0-0 | 0-2    |
| C. D. San Andrés          | 5-0  | Elche C. F.          | 4-0 | 1-0    |
| C. D. Tenerife            | 1-3  | Real Betis Balompié  | 1-1 | 0-2    |
| R. Sporting de Gijón      | 4-4  | U. D. Las Palmas     | 3-2 | 1-2    |

### Partidos
| Ida; 30 de enero de 1974 | Athletic Club | 1:0 | Real Murcia C. F. |  |  |

| Vuelta; 27 de marzo de 1974 | Real Murcia C. F. | 3:0 (Global 3:1) | Athletic Club |  |  |

| Ida; 30 de enero de 1974 | R. C. Celta de Vigo | 1:0 | A. D. Rayo Vallecano |  |  |

| Vuelta; 27 de marzo de 1974 | A. D. Rayo Vallecano | 2:0 (Global 2:1) | R. C. Celta de Vigo |  |  |

| Ida; 30 de enero de 1974 | Levante U. D. | 2:1 | Granada C. F. |  |  |

| Vuelta; 27 de marzo de 1974 | Granada C. F. | 5:0 (Global 6:2) | Levante U. D. |  |  |

| Ida; 30 de enero de 1974 | C. D. Málaga | 0:0 | Real Oviedo C. F. |  |  |

| Vuelta; 27 de marzo de 1974 | Real Oviedo C. F. | 1:1 (Global 1:1) | C. D. Málaga |  |  |

| Ida; 30 de enero de 1974 | R. Racing C. de Santander | 0:0 | C. D. Sabadell C. F. |  |  |

| Vuelta; 27 de marzo de 1974 | C. D. Sabadell C. F. | 2:0 (Global 2:0) | R. Racing C. de Santander |  |  |

| Ida; 30 de enero de 1974 | C. D. San Andrés | 4:0 | Elche C. F. |  |  |

| Vuelta; 27 de marzo de 1974 | Elche C. F. | 0:1 (Global 0:5) | C. D. San Andrés |  |  |

| Ida; 30 de enero de 1974 | C. D. Tenerife | 1:1 | Real Betis Balompié |  |  |

| Vuelta; 03 de abril de 1974 | Real Betis Balompié | 2:0 (Global 3:1) | C. D. Tenerife |  |  |

| Ida; 30 de enero de 1974 | R. Sporting de Gijón | 3:2 | U. D. Las Palmas |  |  |

| Vuelta; 27 de marzo de 1974 | U. D. Las Palmas | 2:1 (Global 4:4) | R. Sporting de Gijón |  |  |

## Fase final

### Octavos de final
La ronda de los octavos de final tuvo lugar los días 26 de mayo, los partidos de ida; y 2 de junio de 1974, los de vuelta.
| Local ida               | Resultado global | Local vuelta            | Ida   | Vuelta |
| ----------------------- | ---------------- | ----------------------- | ----- | ------ |
| Club Atlético de Madrid | 6 - 1            | C. D. Sabadell          | 3 - 1 | 3 - 0  |
| Real Betis Balompié     | 2 - 8            | Real Madrid C. F.       | 1 - 1 | 1 - 7  |
| Granada C. F.           | 2 - 1            | C. D. Castellón         | 2 - 1 | 0 - 0  |
| U. D. Las Palmas        | 3 - 0            | Real Sociedad de Fútbol | 1 - 0 | 2 - 0  |
| Real Murcia C. F.       | 5 - 8            | Real Zaragoza           | 3 - 1 | 2 - 7  |
| Real Oviedo             | 3 - 7            | F. C. Barcelona         | 2 - 3 | 1 - 4  |
| C. E. Sant Andreu       | 1 - 3            | R. C. D. Español        | 1 - 2 | 0 - 1  |
| Valencia C. F.          | 6 - 1            | A. D. Rayo Vallecano    | 3 - 1 | 3 - 0  |

### Cuartos de final
La ronda de cuartos de final tuvo lugar entre los días 8 de junio, los partidos de ida; y 12 de junio de 1974, los de vuelta.
| Local ida               | Resultado global | Local vuelta      | Ida   | Vuelta |
| ----------------------- | ---------------- | ----------------- | ----- | ------ |
| Club Atlético de Madrid | 3 - 2            | Real Zaragoza     | 2 - 0 | 1 - 2  |
| R. C. D. Español        | 1 - 3            | F. C. Barcelona   | 1 - 1 | 0 - 2  |
| Granada C. F.           | 3 - 7            | Real Madrid C. F. | 0 - 0 | 3 - 7  |
| Valencia C. F.          | 0 - 2            | U. D. Las Palmas  | 0 - 0 | 0 - 2  |

### Semifinales
La ronda de semifinales tuvo lugar entre el 16 de junio, los partidos de ida; y el 23 de junio de 1974, los de vuelta.
| Local ida         | Resultado global | Local vuelta            | Ida   | Vuelta |
| ----------------- | ---------------- | ----------------------- | ----- | ------ |
| F. C. Barcelona   | 3 - 2            | Club Atlético de Madrid | 1 - 1 | 2 - 1  |
| Real Madrid C. F. | 7 - 1            | U. D. Las Palmas        | 5 - 0 | 2 - 1  |

### Final
La final de la Copa del Generalísimo 1973-74 tuvo lugar el 29 de junio de 1974 en el estadio Vicente Calderón de Madrid.
| Sábado 29 de junio de 1974, 21:00 | Real Madrid C. F.                                     | 4 - 0 | F. C. Barcelona | Estadio Vicente Calderón, Madrid                                 |                                                                  |
|                                   | Santillana 5' · Rubiñán 46' · Aguilar 50' · Pirri 83' |       |                 | Asistencia: 48 000 espectadores Árbitro(s): Antonio Sánchez Ríos | Asistencia: 48 000 espectadores Árbitro(s): Antonio Sánchez Ríos |

|                           |
| Campeón Real Madrid C. F. |
| 12.° título               |